# Mientje ten Dam-Pooters

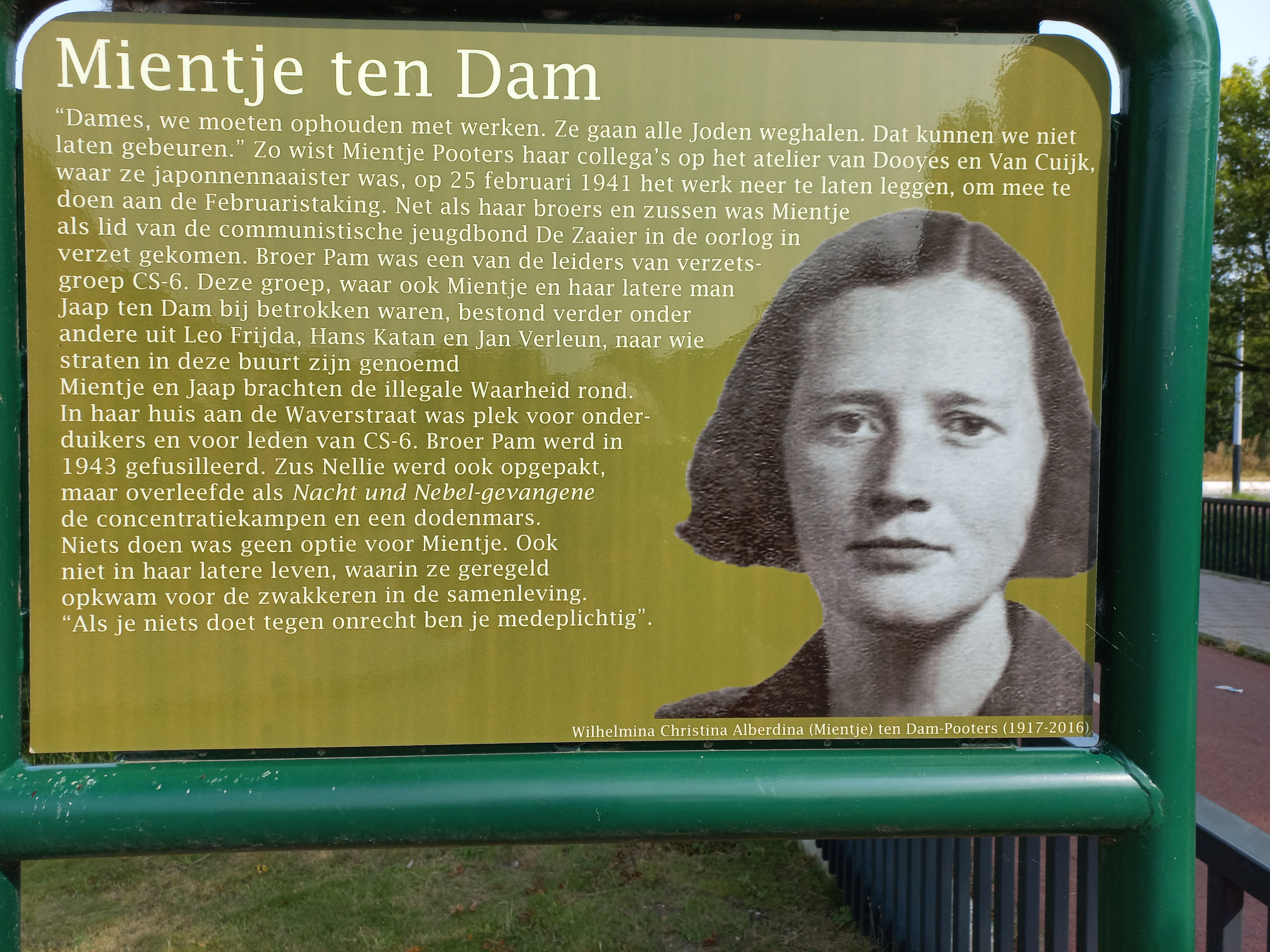
Infobord Mientje ten Dambrug (augustus 2024)

Wilhelmina Christina Alberdina (Mientje) ten Dam-Pooters (Amsterdam, 4 januari 1917 – aldaar, 29 januari 2016) was een Nederlandse verzetsstrijdster.
Ze werd als vierde kind geboren in het gezin van cafébaas Petrus Antonius Martinus Pooters en Sophia Maria Smit. Ze huwde met Jaap ten Dam, die in de Tweede Wereldoorlog eveneens in het verzet actief was. Ze kregen vier kinderen. Jaap ten Dam (overleden 1998) was een van de oprichters van de Amsterdamse voetbalvereniging Arsenal en bestuurslid bij de Amsterdamse Voetbal Bond.
In de jaren dertig sloot Mientje Pooters zich aan bij de communistische vereniging De Zaaier. Ze werkte in een naaiatelier. Ze riep haar collega’s op tot staking, toen ze op 25 februari 1941 van dichtbij een razzia meemaakte. Ze zag hoe Joodse mannen op hun hurken voor de Duitsers moesten gaan zitten. De Nieuwmarkt waar het café van haar vader gevestigd was, lag in de Joodse buurt. Haar broer Pam Pooters werd actief binnen CS-6. Mientje verspreidde illegaal De Waarheid en had in haar woning onderduikers, organisatoren van de Februaristaking en verzetsmensen van CS-6. In tegenstelling tot haar broer overleefden zij en haar zus Nel Pooters de oorlog. Na de oorlog bleef ze nog lange tijd lezingen houden op bijvoorbeeld scholen. Tot op hoge leeftijd streed ze tegen onrechtvaardigheid en discriminatie.
Willem Frederik Hermans schreef een artikel over haar in "Het wapen waarmee 'Van S.' werd vermoord".
Op 29 november 2022 besloot de gemeente Amsterdam brug 603 naar haar te vernoemen: Mientje ten Dambrug.